# Baron Mostyn
Baron Mostyn, of Mostyn in the County of Flint, ist ein erblicher britischer Adelstitel in der Peerage of the United Kingdom.

## Verleihung
Der Titel wurde am 10. September 1831 für den ehemaligen Unterhausabgeordneten Sir Edward Lloyd, 2. Baronet geschaffen. Bereits am 26. Mai 1795 hatte er von seinem Großonkel Sir Edward Lloyd, 1. Baronet (um 1710–1795) den fortan nachgeordneten Titel Baronet, of Pengwern in the County of Flint, geerbt, der diesem am 29. August 1778 in der Baronetage of Great Britain verliehen worden war.
Heutiger Titelinhaber ist seit 2011 sein Ur-ur-ur-ur-urenkel Gregory Mostyn als 7. Baron.

## Liste der Barone Mostyn (1831)
- Edward Lloyd, 1. Baron Mostyn (1768–1854)
- Edward Lloyd-Mostyn, 2. Baron Mostyn (1795–1884)
- Llewelyn Lloyd-Mostyn, 3. Baron Mostyn (1856–1929)
- Edward Lloyd-Mostyn, 4. Baron Mostyn (1885–1965)
- Roger Lloyd-Mostyn, 5. Baron Mostyn (1920–2000)
- Llewellyn Lloyd-Mostyn, 6. Baron Mostyn (1948–2011)
- Gregory Mostyn, 7. Baron Mostyn (* 1984)

Voraussichtlicher Titelerbe (Heir Presumptive) ist ein Großonkel zweiten Grades des aktuellen Titelinhabers, Roger Lloyd-Mostyn (* 1941).